# Pérgula

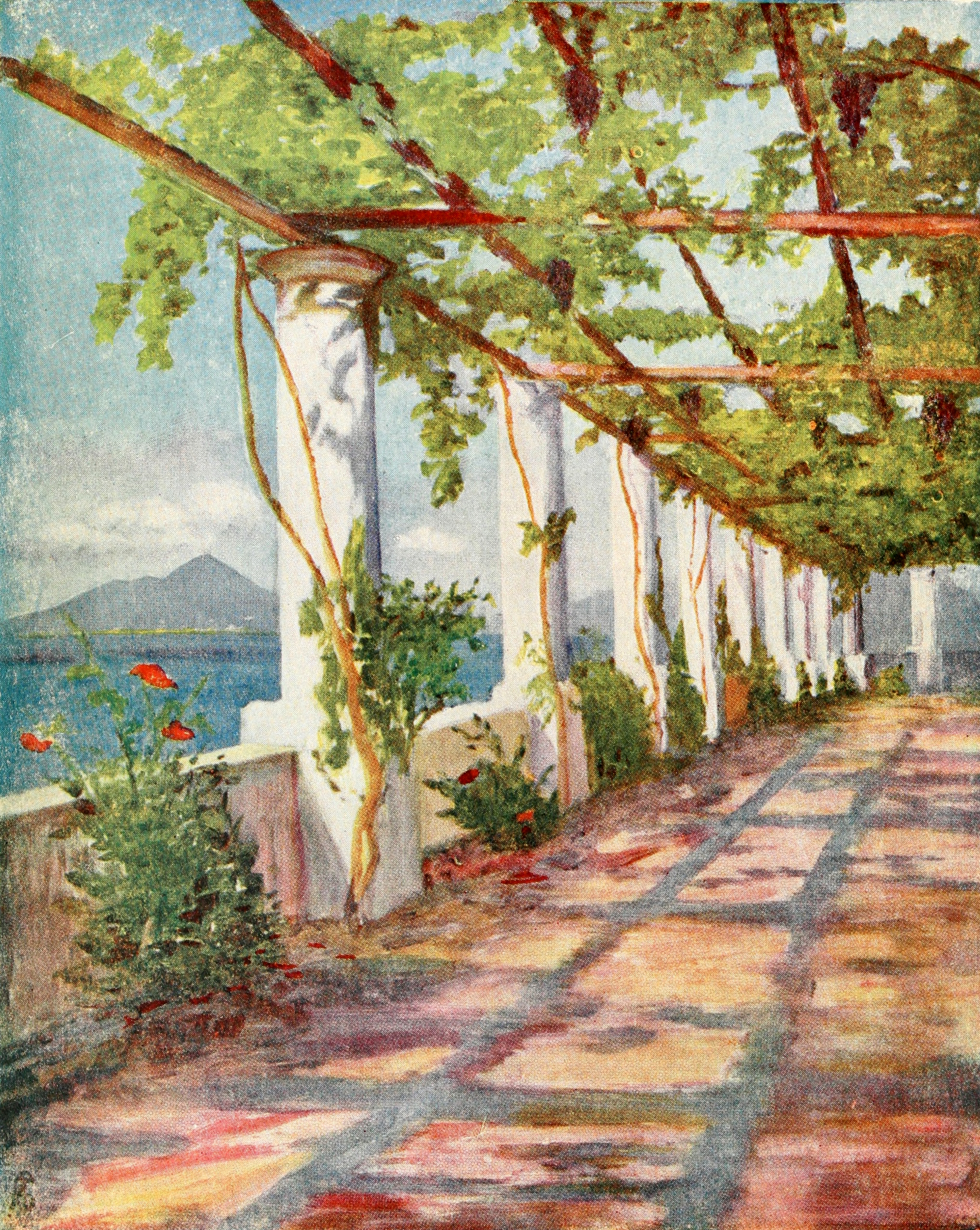
Pérgula

Uma pérgula, pérgola ou pergolado (português brasileiro) é uma espécie de galeria exterior em jardins, para passear, construída em forma de ramada a partir de duas séries de colunas paralelas, que podem servir de suporte a plantas trepadeiras.
As pérgulas são amplamente usadas em parques, bosques, praças e ruas.

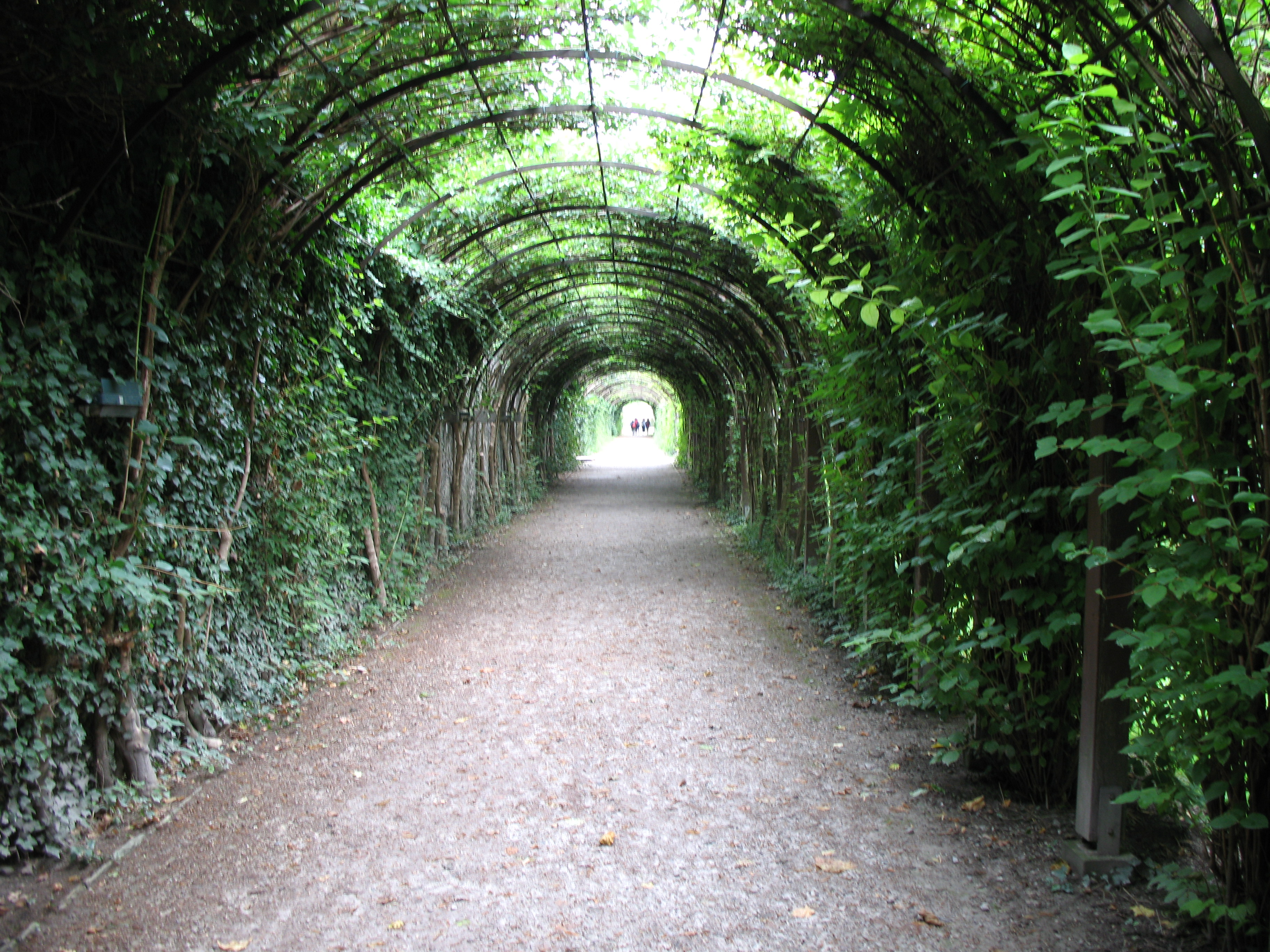
Pérgula em Salzburgo
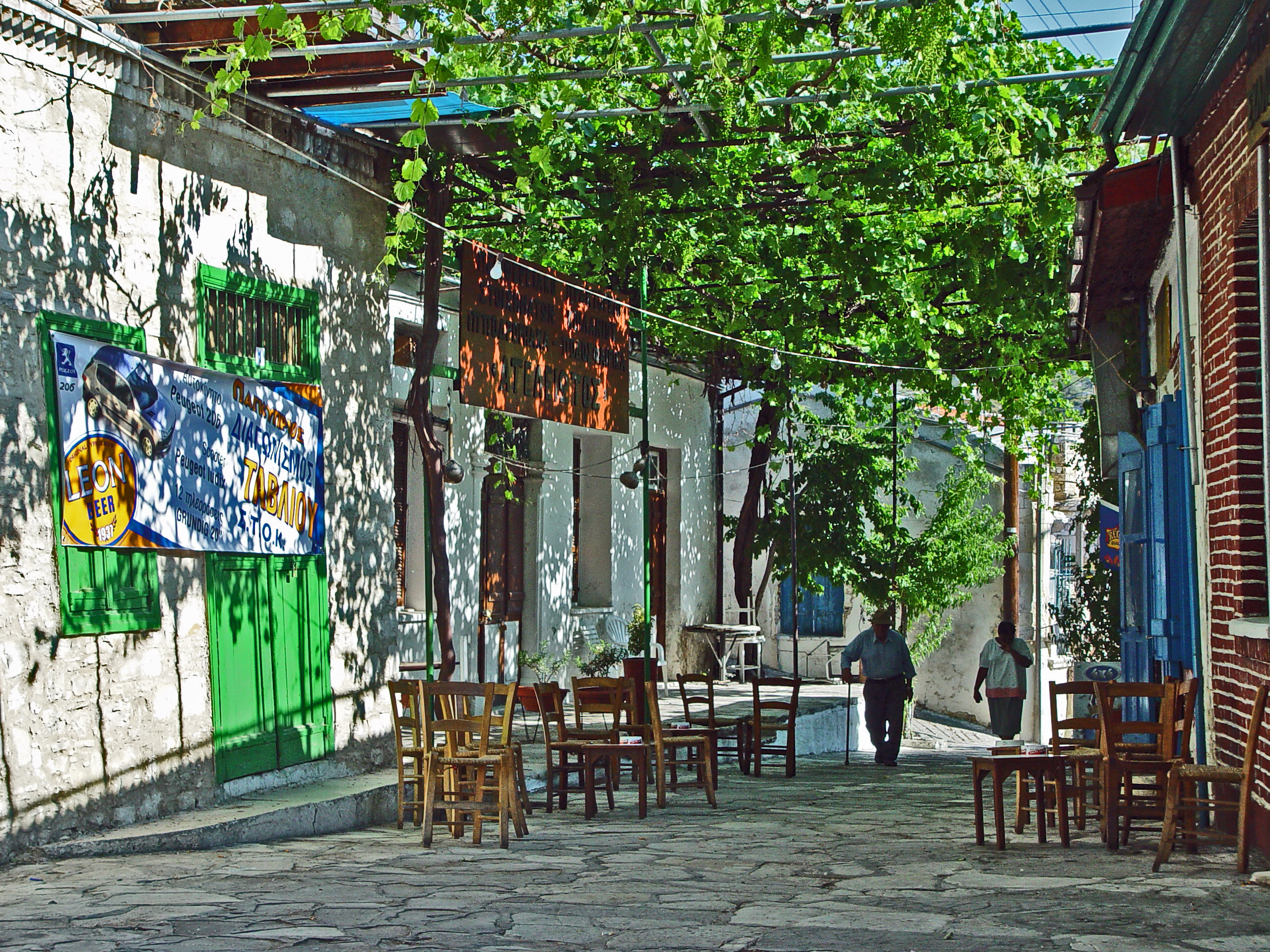
Pérgula em Chipre
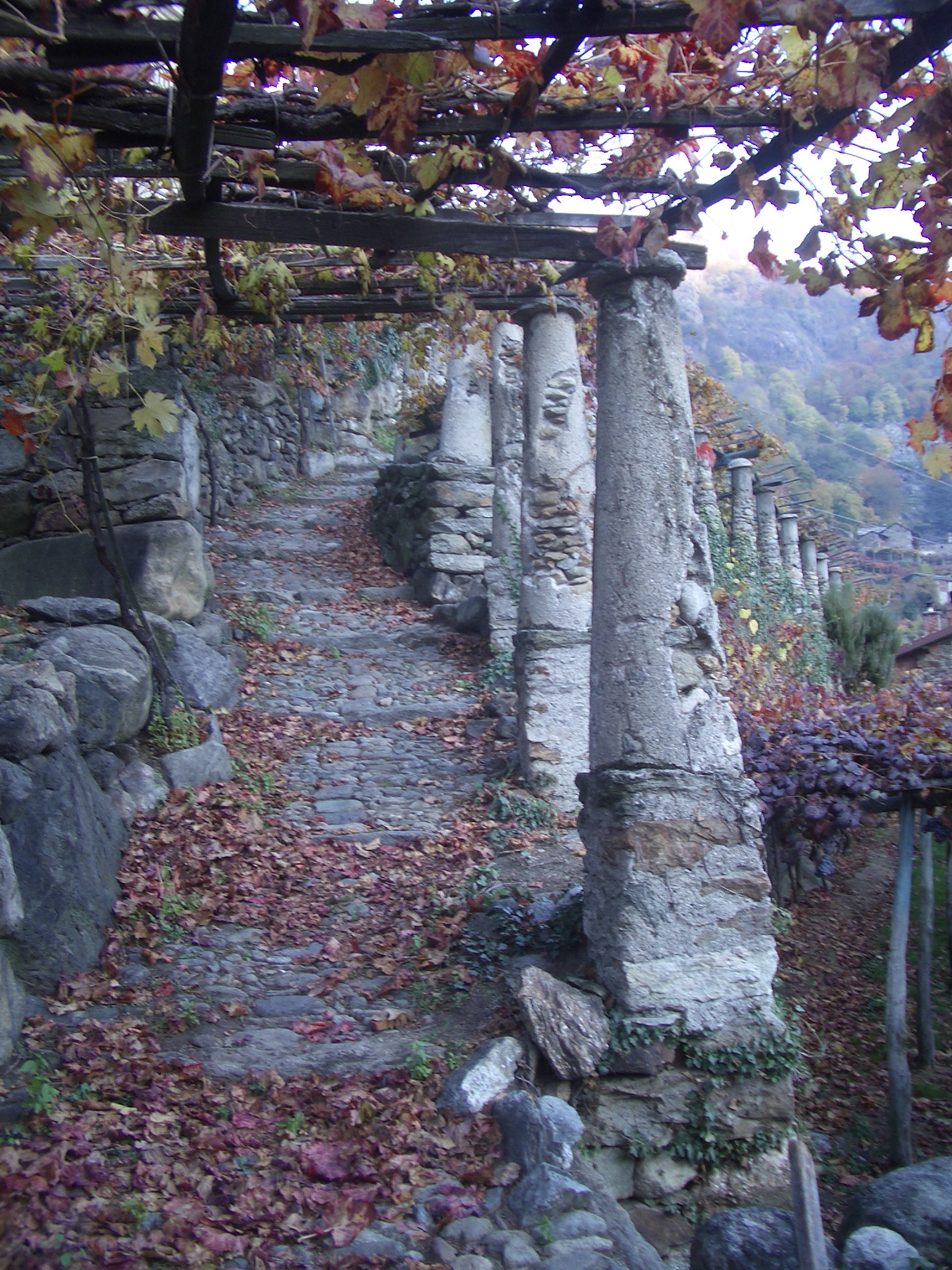
Pérgula em Settimo Vittone, Itália, com parreiras